# Fabio Colagrande
Fabio Colagrande (Roma, 30 de setembro de 1965) é um jornalista, radialista e blogueiro italiano. Ele também foi ator de teatro.
Em 1994 começou a trabalhar na Rádio Vaticano, onde é vice-diretor do canal italiano da Rádio Vaticano e apresentador de programas ao vivo. Desde 2019 apresenta o programa semanal “Hebdomada Papae” (A Semana do Papa), que tem a particularidade de ser transmitido em latim. É uma das iniciativas levadas a cabo pela Santa Sé para revitalizar o uso da língua oficial da Igreja Católica.